# Tour Burbant

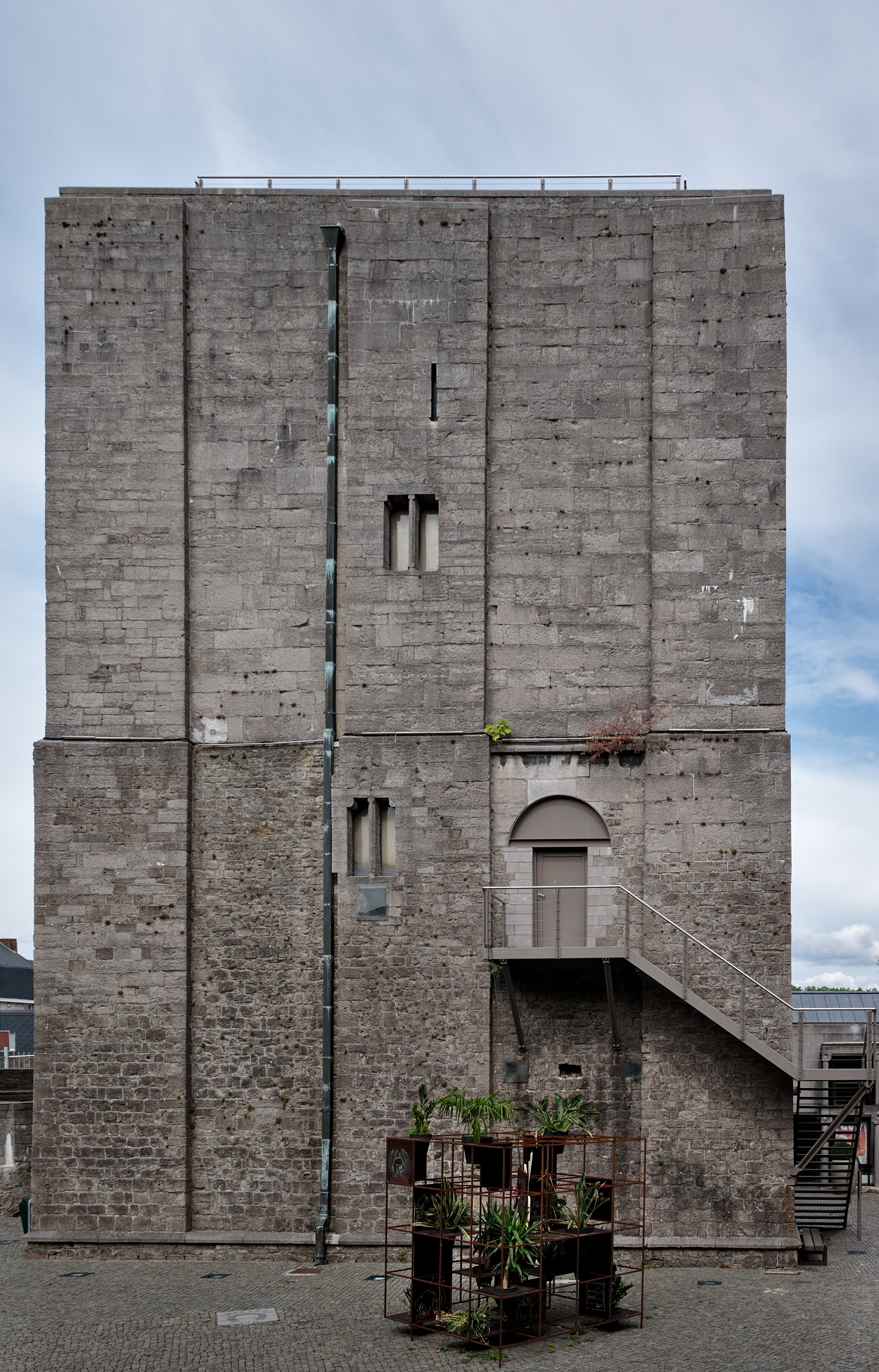

La Tour Burbant est le donjon du château d'Ath, en Wallonie, construit vers 1166 par le comte de Hainaut, Baudouin IV dit le Bâtisseur, afin de servir de base pour défendre la frontière nord du Hainaut face à la Flandre et de surveiller la noblesse environnante.

## Histoire
Le comte de Hainaut Baudouin IV acheta à Gilles de Trazegnies un domaine dans le nord du comté vers 1150. Le confluent des deux Dendres, qui se trouvait à un kilomètre environ en aval de la vieille église Saint-Martin, était un site stratégique de première valeur par sa nature marécageuse. 
Baudouin IV résolut d'y créer une ville neuve. Il édifia donc un castrum (« château ») et le flanqua d'un bourg. Il commence, en 1166, la construction du donjon de Burbant.
Le château d'Ath occupe une position stratégique de tout premier plan pour le comte de Hainaut. Baudouin IV, poursuivant une œuvre d'établissement et d'affermissement de l'autorité comtale et de prise en main d'un territoire encore mal contrôlé se devait de couvrir Mons vers le nord, c'est-à-dire vers l'importante seigneurie de Chièvres, mais aussi vers Leuze, possession des Avesnes, enfin vers la Flandre. Ath remplit cette fonction, fondant l'autorité du comte dans une région contestée, neutralisant Chièvres et Leuze qui ont perdu leurs importantes fortifications du XIIe siècle. 
L'enceinte castrale, d'un périmètre de 150 mètres et d'une superficie de 20 ares, fut établie vers 1185. En 1254, au début de la guerre des Avesnes et des Dampierre, querelle de succession de Flandre et de Hainaut, Charles d'Anjou assiégea le château. C'est au cours du XIIIe siècle que la basse-cour s'appuya sur le complexe castral, formant la boucle inférieure d'un huit dont la boucle supérieure est tracée par l'enceinte de la tour. 
La ville neuve, fondée par le comte en 1166 ne fut vraiment fortifiée qu'au XIVe siècle par Guillaume ler d'Avesnes (vers 1325) puis par les Ducs de Bavière (après 1360). On passait alors d'une fortification castrale à une enceinte d'agglomération appuyée sur la forteresse. Elle fut renforcée par les ingénieurs espagnols (XIVe siècle-XVIIe siècle) puis reconstruite par Vauban (1668-1674) puis par le Hollandais Krayenhoff (1817 -1827). 
Jusqu'au début du XIVe siècle, le château assura seul la défense. Elle fut ensuite développée par une enceinte urbaine renforcée de tours puis de bastions, et protégée par des inondations et des ouvrages avancés. 
Il ne subsiste que le donjon, une bonne partie du mur de la basse-cour, le départ et certains éléments de l'enceinte urbaine du XIVe siècle. Le tracé de l'enceinte castrale se situe sous les bâtiments de la cour castrale reconstruite et remaniée du XVIe siècle au XVIIIe siècle.

## Description

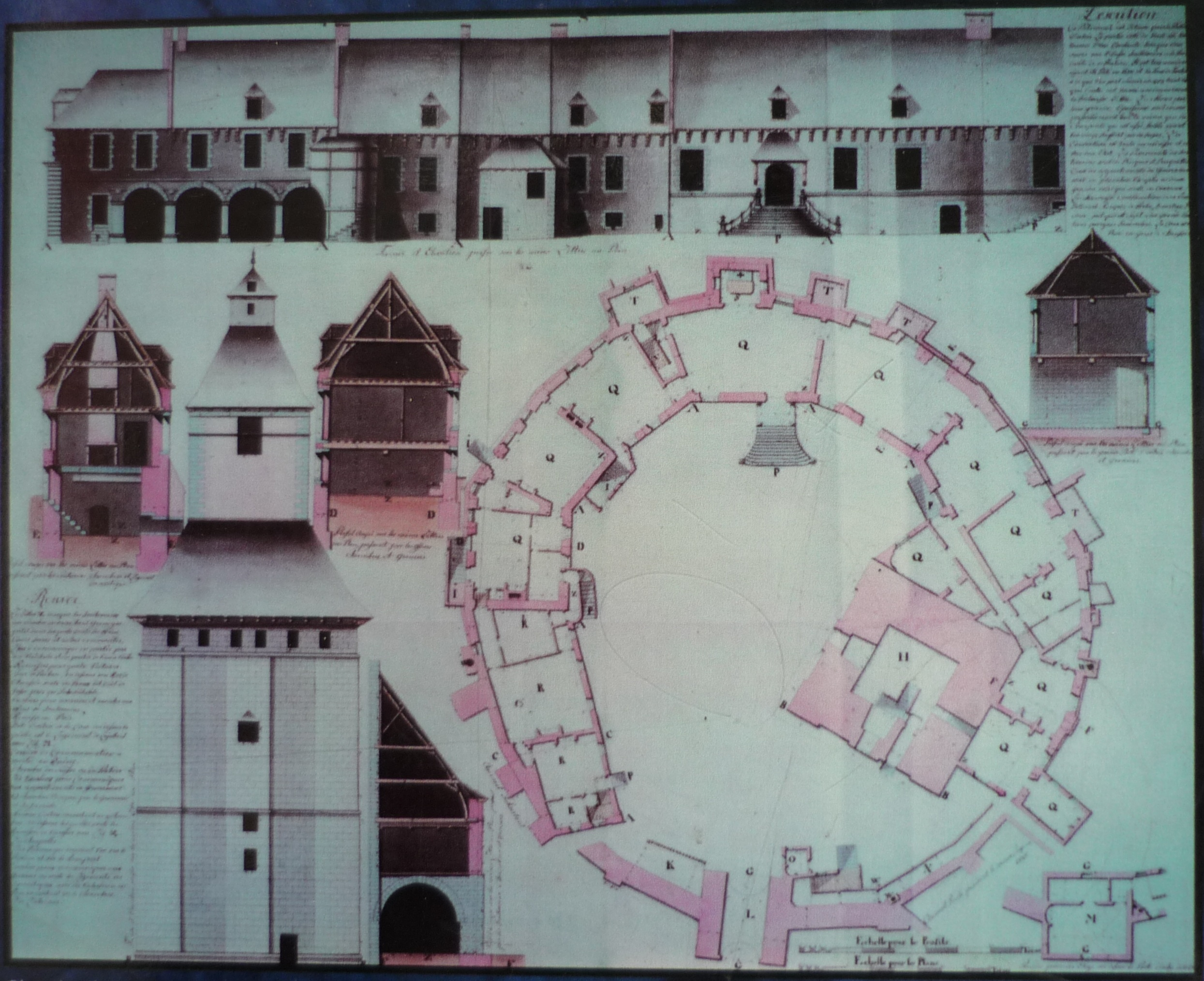
Plan du chateau d'Ath

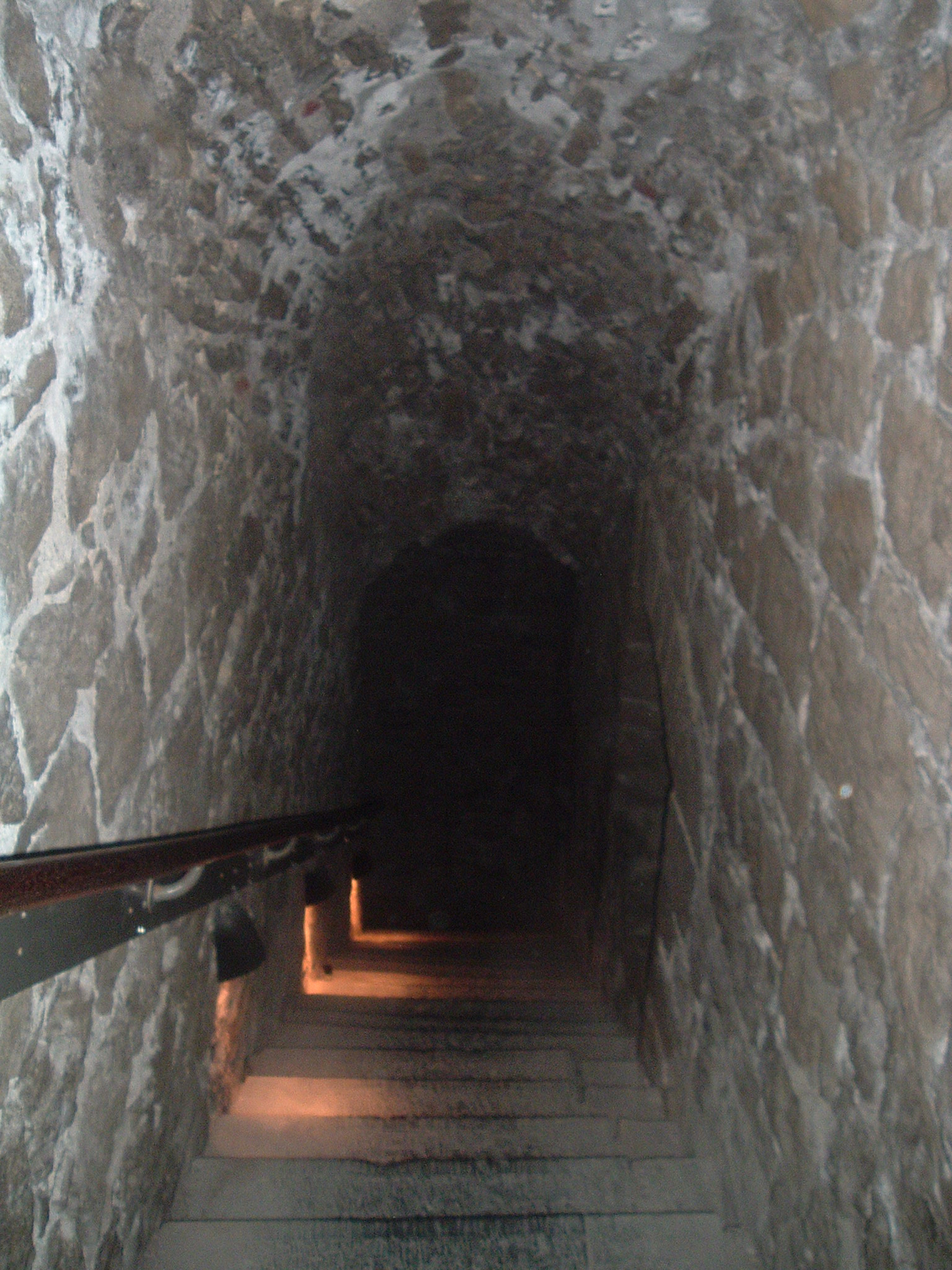
Escalier à l'intérieur des murs de la Tour Burbant

Le bâtiment carré de 14 m de côté avec des murs épais de 4 m se présente comme un véritable donjon anglo-normand. Sur une base pleine qui selon René Sansen descendrait à 10 m de profondeur se dégage une plinthe importante à partir de laquelle se développe la construction caractéristique du donjon à contreforts plats. Sur la face nord, ces contreforts ont été en partie oblitérés par des altérations postérieures mais les sondages ont permis de constater que la situation y était semblable à celle des autres faces. Le donjon s'élève encore à 20 m de hauteur et les sondages montrent que la tour est conservée sur la quasi-totalité de sa hauteur, seul manquant le crénelage. Le dispositif d'entrée, à l'étage, a pu être restauré. On voit les logements des poutres qui soutenaient la passerelle d'entrée amovible, le logement de la poutre de calage de la porte, la feuillure où venait se placer le vantail de la porte, les traces d'une seconde porte isolant ainsi un sas de pénétration. La base de la tour, fortement transformée à partir du XIVe siècle, n'était pas voûtée. La voûte actuelle date du XIVe siècle. On voit encore le ressaut recevant les poutres du plancher de cet étage. Les modifications du régime des eaux notamment à la suite des travaux de Vauban ont interdit jusqu'à présent de vérifier l'existence d'un puits à l'intérieur du donjon. Au niveau d'entrée, le même dispositif de protection qui empêchait la pénétration dans la tour se reproduit pour donner accès au second étage. Le passage se faisait par une courte échelle qui donnait accès à une porte dont le seuil donnait sur le vide. Au premier niveau, on compte une baie au sud, une autre à l'est, tandis qu'existait une troisième baie désaxée au nord où s'ouvraient également les latrines qui ont subi quelques modifications. La salle possède encore les vestiges d'une cheminée double monumentale. Les cheminées des deux étages sont en effet épargnées dans le même mur ouest du donjon. Elles se superposent, ce qui inévitablement produit des porte-à-faux atténués par l'usage dans les œuvres vives des cheminées mais aussi des latrines d'un matériau spécifique, le tuf de rivière ou tuf algaire. Cette pierre alvéolaire a un poids spécifique faible mais une excellente résistance au feu. Les parties en saillie des latrines sont construites dans le même matériau. Les bases, montants et corbeaux des cheminées sont encore en place quoique cassés. A l'étage supérieur, les fenêtres ont certes été modifiées, mais la baie orientale est encore très largement conservée. Elle devait abriter la chapelle. Le niveau sommital était recouvert d'un pavement dont on a retrouvé des traces. Par contre les niveaux encore en place montrent qu'il n'y a plus d'espoir de trouver en place des éléments de crénelage.